# Мечетліно
Мечетліно́ (рос. Мечетлино, башк. Мәсетле) — село у складі Салаватського району Башкортостану, Росія. Адміністративний центр Мечетлінської сільської ради.
Населення — 713 осіб (2010; 648 в 2002).
Національний склад:
- башкири — 97 %